# Jamie Bennellick
James Arthur „Jamie“ Bennellick (* 9. September 1974 in Torquay) ist ein ehemaliger englischer Fußballspieler.

## Karriere
Bennellick spielte zu Beginn der 1990er als Trainee (dt. Auszubildender) bei Torquay United. Hierbei kam der Mittelfeldakteur im April 1992 unter Trainer Ivan Golac bei einem 2:0-Sieg über Stockport County in der Football League Third Division zu seinem einzigen Pflichtspieleinsatz für die Profimannschaft. Mutmaßlich in der Saisonpause verließ Bennellick Torquay und spielte fortan im Non-League football im Südwesten Englands, zunächst bei Dartmouth.
2002 und 2003 wurde er mit dem AFC Dartmouth Meister der Devon County League. Im Oktober 2004 findet sich sein Name beim FC Launceston. Ende 2005 wurde er Spielertrainer beim AFC Dartmouth. 2007 führte er den Klub zur Meisterschaft in der Devon County League, anschließend spielte der Klub in der neu gegründeten South West Peninsula League. 2010 beendete er dort seine Tätigkeit. In der Folge war er noch Trainer bei Weston St Johns in der Somerset County Premier League.